# 太平寺 (豊橋市)
太平寺（たいへいじ）は、愛知県豊橋市老津町に位置する臨済宗妙心寺派の寺院である。山号は長松山。本尊は東光薬師如来である。
真言宗寺院として平安時代末期の嘉応年間（1169-71）に創設され、延元年間（1336-40）峰翁祖一が臨済宗に改めて再興した。戦国時代には田原城主戸田氏、その後は今川氏の帰依を受け、これを機に建長寺派から妙心寺派となった。戦国武将達が当時篤く保護したのは、大平寺が高縄城の中腹の地にあり、渥美半島への街道の要衝という重要な場所に位置したためとみられる、永禄七年（1564年）の吉田攻めにより、渥美半島は徳川家康の支配下に入り、当寺を篤く保護した。

## 文化財
- 梵鐘（1495年・市指定文化財）
- 紙本墨画旧本堂襖絵、恩田石峰筆（1836年・市指定文化財）
- 雪叟詩集（市指定文化財）
- 太平寺のイチョウ（樹齢300年以上、高さ27.4m・とよはしの巨木・名木100選）

## 境内

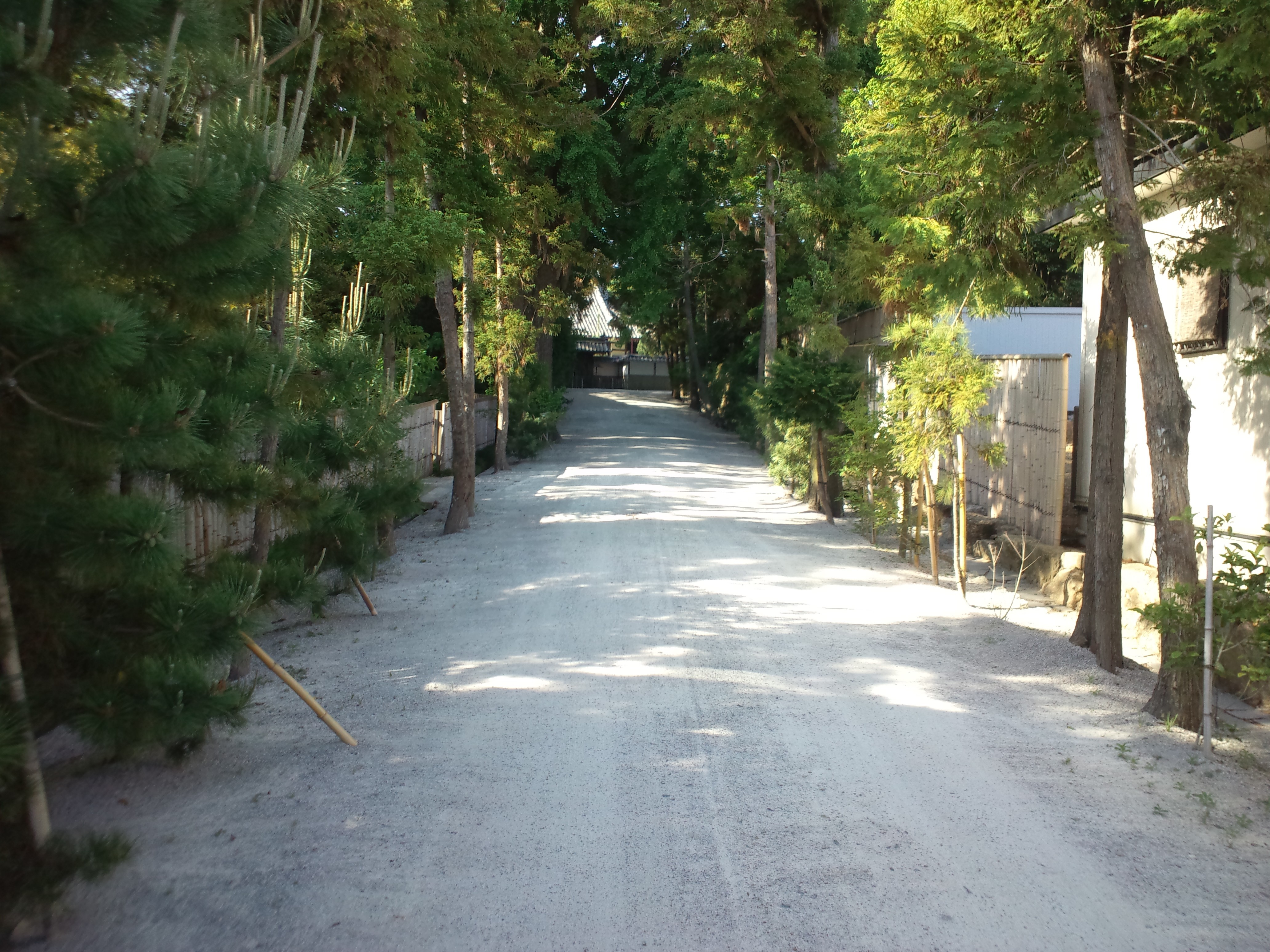
参道
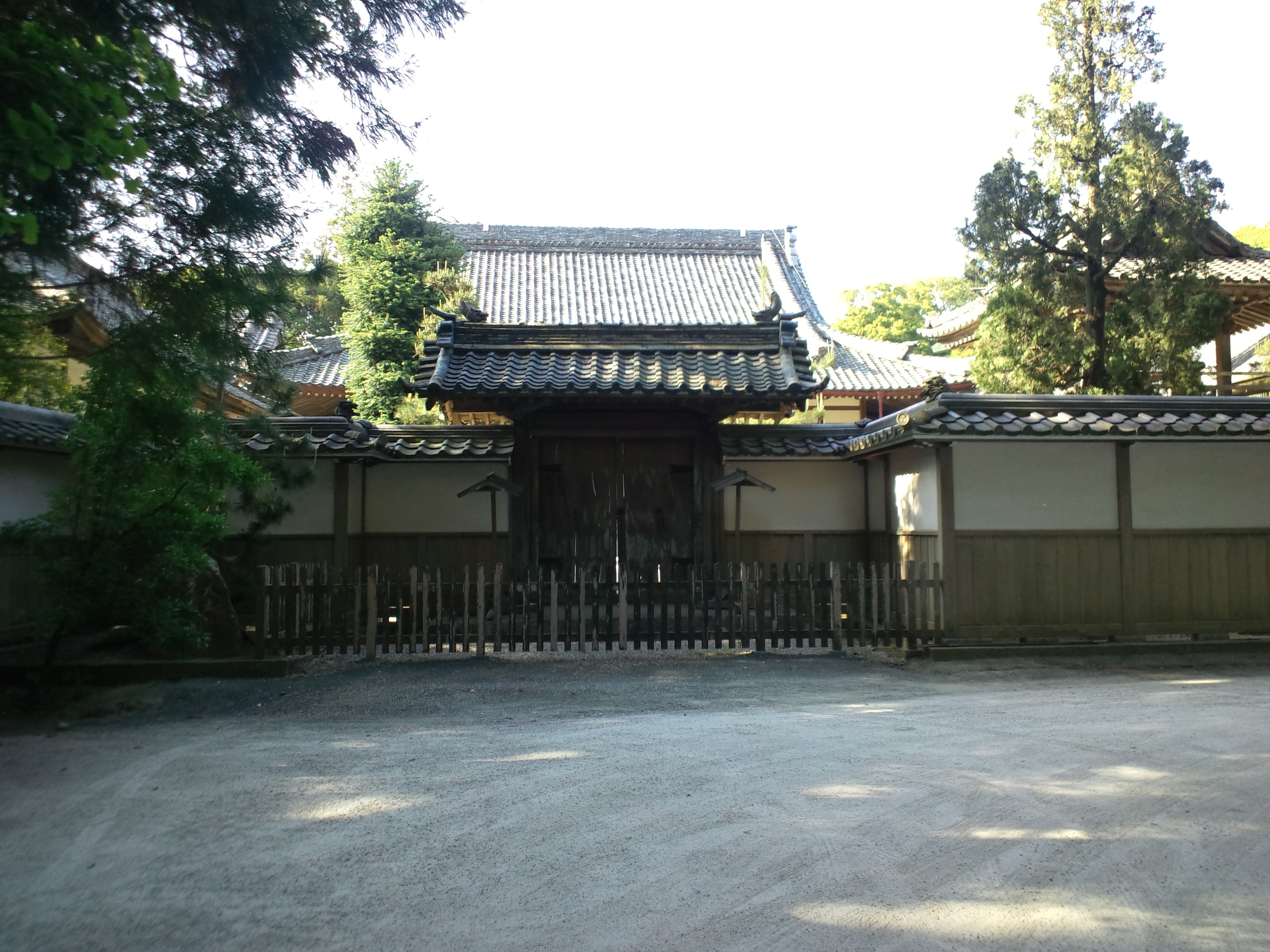
山門
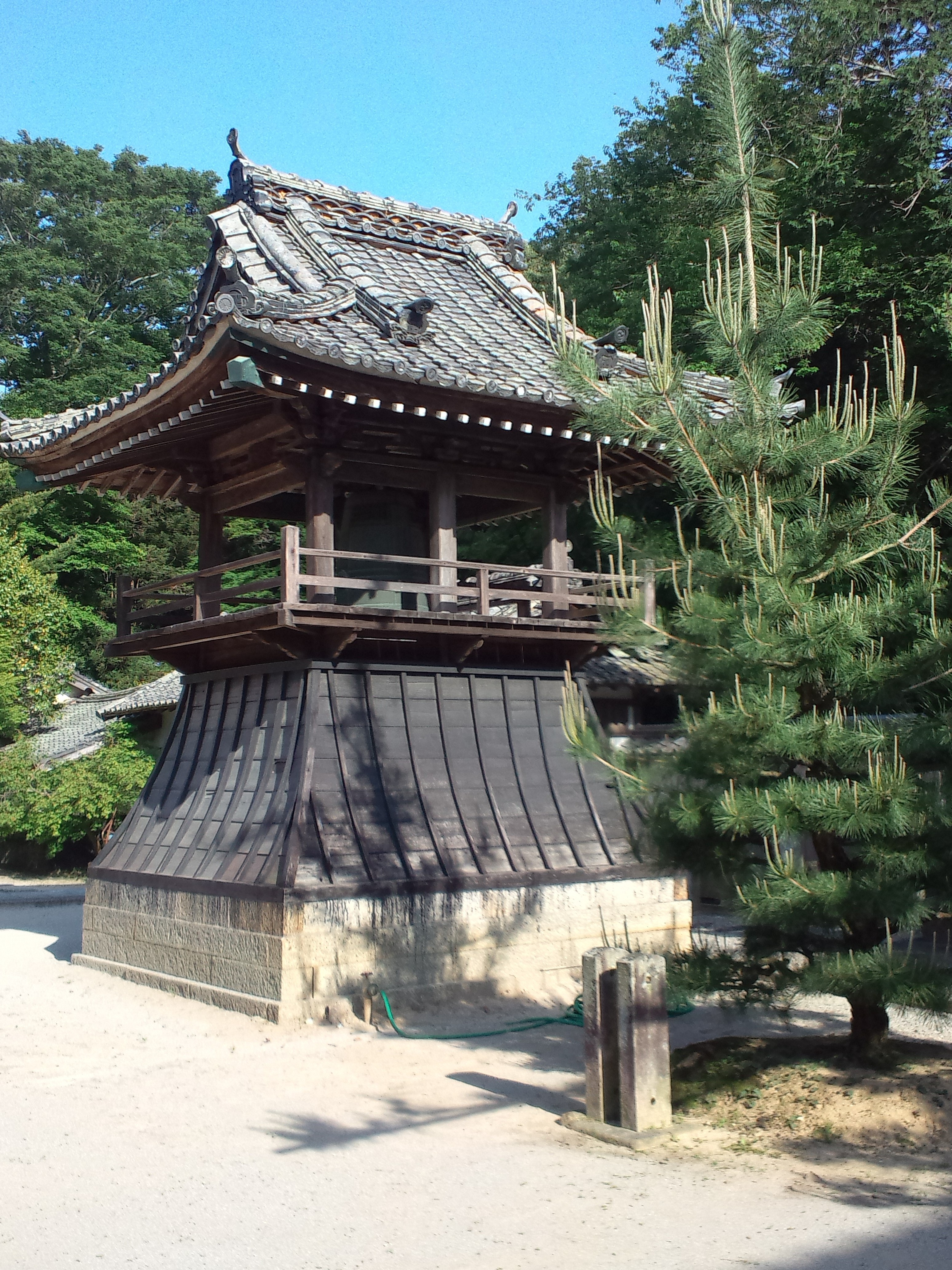
鐘楼
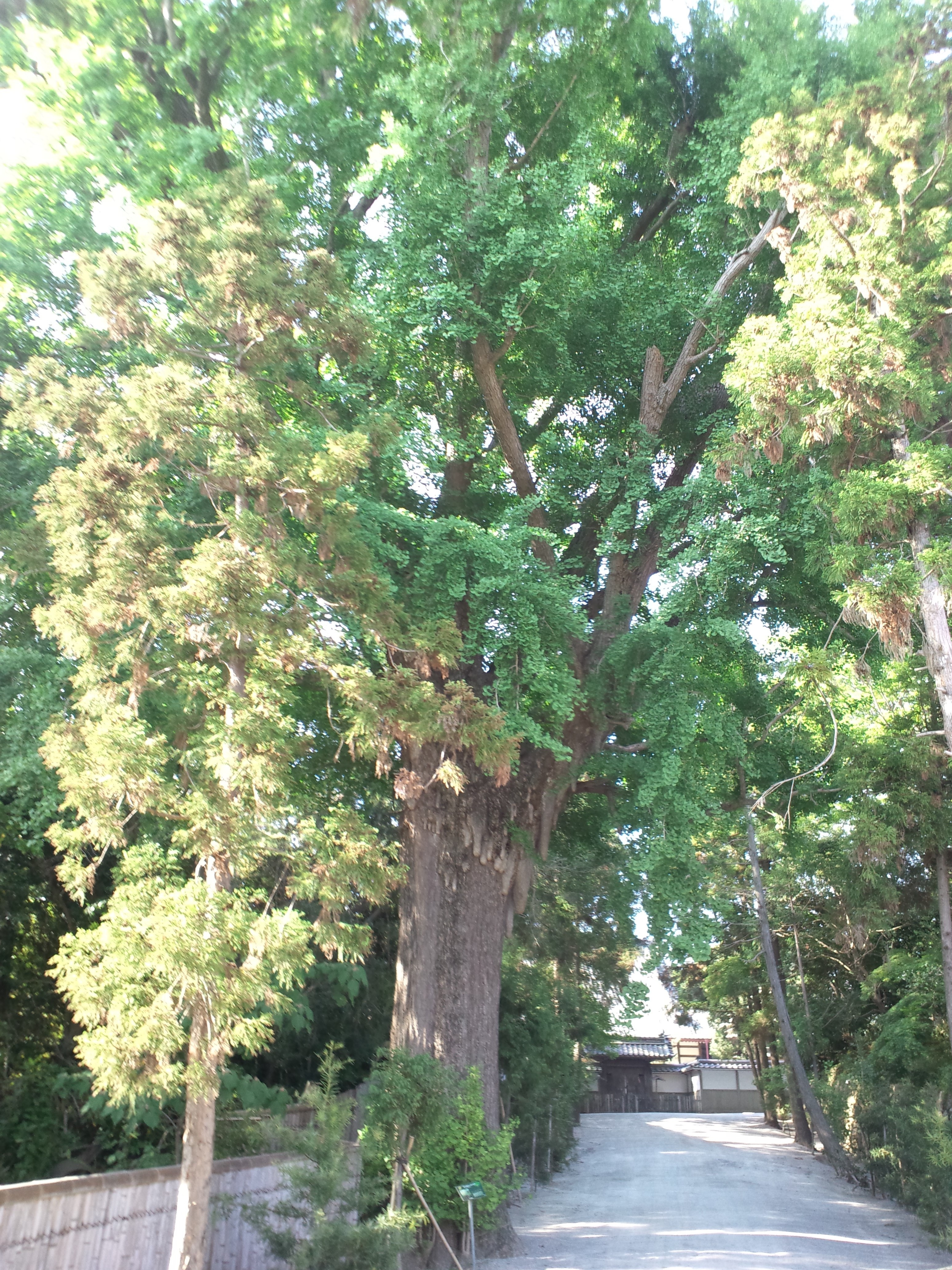
イチョウの木 樹齢300年以上
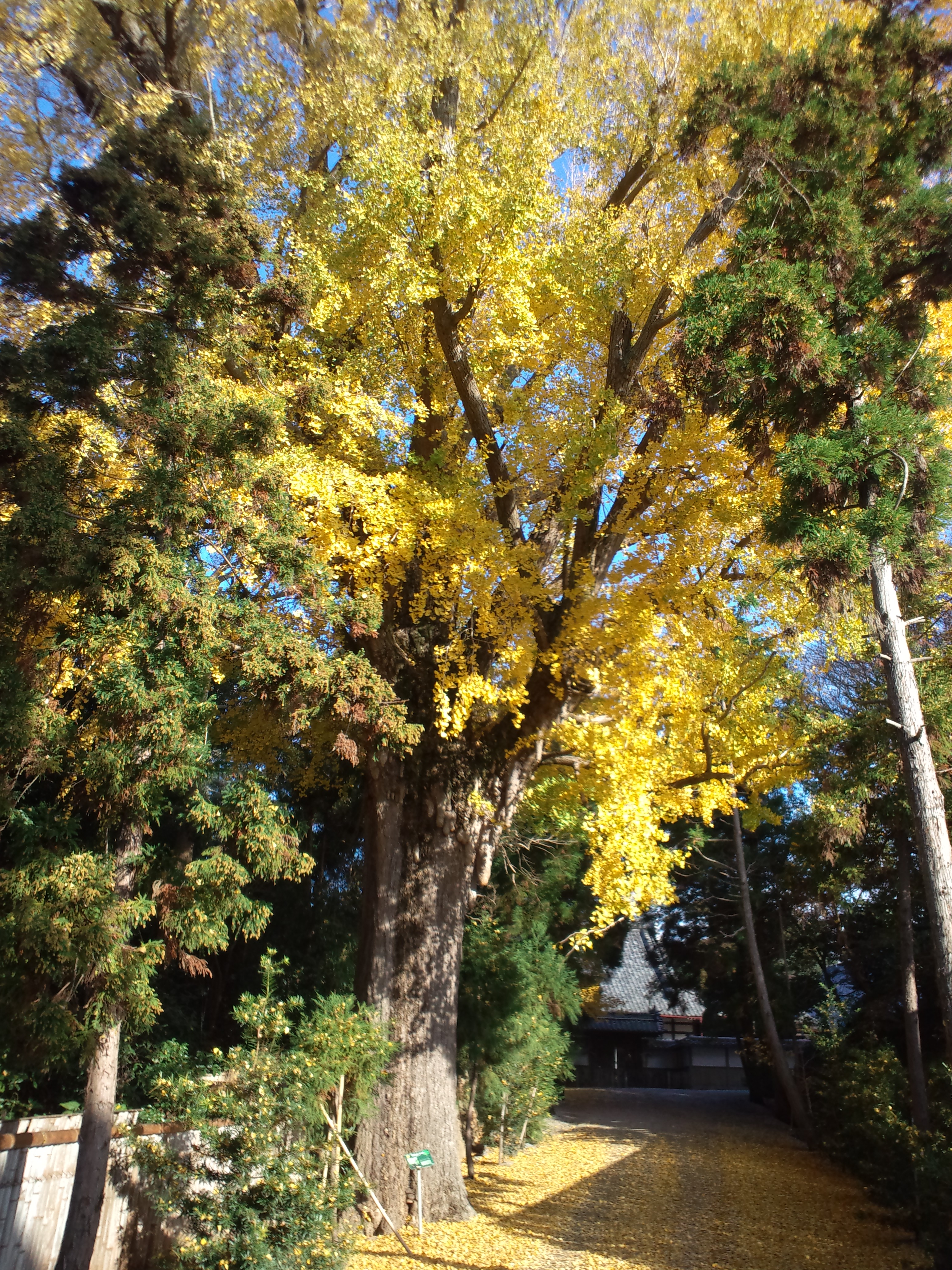
イチョウの木（秋）